# Arcuphantes troglodytarum
Arcuphantes troglodytarum är en spindelart som först beskrevs av Ryoji Oi 1960.  Arcuphantes troglodytarum ingår i släktet Arcuphantes och familjen täckvävarspindlar. Inga underarter finns listade i Catalogue of Life.